# Асрян, Карен Араратович
Карен Араратович Асрян (арм. Կարեն Ասրյան; 24 апреля 1980, Ереван — 9 июня 2008, там же) — армянский шахматист, гроссмейстер (1998). Трёхкратный чемпион Армении. Победитель XXXVII Всемирной Шахматной Олимпиады в составе команды Армении (2006).

## Биография
В 2001 году окончил Армянский государственный институт физической культуры.
В 1998 году получил титул международного гроссмейстера.
В 1999 году стал чемпионом Европы по шахматам в командном зачёте.
На октябрь 2006 года в рейтинге ФИДЕ его рейтинг Эло достиг отметки 2634. Это обеспечило ему четвёртое место в списке лучших шахматистов Армении.
Он выигрывал чемпионат Армении в 1999, 2007 и 2008 годах, соревнования в Дубае (2001) и Степанакерте (Ханкенди) (2004).
В 2006 как член армянской команды Асрян выиграл шахматную олимпиаду в Турине и был награждён медалью Мовсеса Хоренаци вместе со всей командой.
9 июня 2008 года Федерация шахмат Армении сообщила о смерти Асряна. Причиной смерти стал геморрагический инсульт. Карен был похоронен на городском кладбище в общине Нубарашен (Ереван) 11 июня, а приостановленный в связи с его смертью турнир «Шахматные гиганты» был назван его именем.

## Спортивные результаты
| Год  | Город       | Турнир                                       | + | − | = | Результат | Место                |
| ---- | ----------- | -------------------------------------------- | - | - | - | --------- | -------------------- |
| 1995 | Ереван      | 55-й чемпионат Армении                       | 0 | 7 | 4 | 2 из 11   | 12                   |
| 1996 | Ереван      | 56-й чемпионат Армении                       | 2 | 2 | 8 | 6 из 12   | 7                    |
| 1996 | Ереван      | 32-я олимпиада (на 5-й доске к-ды Армении-2) | 9 | 1 | 2 | 10 из 12  | Лучш. рез-т на доске |
| 1997 | Ереван      | 57-й чемпионат Армении                       | 2 | 2 | 7 | 5½ из 11  | 6                    |
| 1998 | Ереван      | 58-й чемпионат Армении                       | 2 | 2 | 5 | 4½ из 9   | 6                    |
| 1998 | Элиста      | 33-я олимпиада (на 5-й доске к-ды Армении)   | 1 | 2 | 1 | 1½ из 4   |                      |
| 1999 | Ереван      | 59-й чемпионат Армении                       | 5 | 1 | 5 | 7½ из 11  | 1                    |
| 2000 | Ереван      | 60-й чемпионат Армении                       | 2 | 1 | 6 | 5 из 9    | 4                    |
| 2000 | Стамбул     | 34-я олимпиада (на 5-й доске к-ды Армении)   | 3 | 0 | 5 | 5½ из 8   |                      |
| 2001 | Ереван      | 61-й чемпионат Армении                       | 3 | 1 | 6 | 6 из 10   | 4                    |
| 2001 | Дубай       |                                              |   |   |   |           |                      |
| 2002 | Ереван      | 62-й чемпионат Армении                       | 3 | 2 | 4 | 5 из 9    | 5                    |
| 2002 | Блед        | 35-я олимпиада (на 3-й доске к-ды Армении)   | 3 | 0 | 9 | 7½ из 12  |                      |
| 2003 | Ереван      | 63-й чемпионат Армении                       | 5 | 2 | 2 | 6 из 9    | 3                    |
| 2004 | Ереван      | 64-й чемпионат Армении                       | 7 | 2 | 5 | 9½ из 14  | 2                    |
| 2004 | Степанакерт |                                              | 4 | 1 | 4 | 6 из 9    | 1                    |
| 2005 | Ереван      | 65-й чемпионат Армении                       | 4 | 1 | 6 | 7 из 11   | 2                    |
| 2006 | Ереван      | 66-й чемпионат Армении                       | 3 | 1 | 5 | 5½ из 9   | 5                    |
|      | Турин       | 37-я олимпиада (на 3-й доске Армении)        | 1 | 1 | 8 | 5 из 10   | 1                    |
| 2007 | Ереван      | 67-й чемпионат Армении                       | 4 | 0 | 7 | 7½ из 11  | 1                    |
| 2008 | Ереван      | 68-й чемпионат Армении                       | 5 | 1 | 6 | 8 из 12   | 1                    |

## Изменения рейтинга
| Графики недоступны из-за технических проблем. См. информацию на Фабрикаторе и на mediawiki.org. |

## Награды
- Медаль Мовсеса Хоренаци (2006).
- «Серебряный крест» Союза армян России — за выдающееся достижение — победу на Всемирной шахматной Олимпиаде 2006 г. в Турине[10].